# Hotkovo
Hotkovo (Servisch cyrillisch Хотково) is een plaats in de Servische gemeente Novi Pazar. De plaats telt 193 inwoners (2002).